# Fusifilum capitatum
Fusifilum capitatum är en sparrisväxtart som först beskrevs av Joseph Dalton Hooker, och fick sitt nu gällande namn av Franz Speta. Fusifilum capitatum ingår i släktet Fusifilum och familjen sparrisväxter. Inga underarter finns listade i Catalogue of Life.